# 贝尔维尼
贝尔维尼（法語：Bellevigny，法語發音：[bɛlviɲi]）是法国旺代省的一个市镇，属于永河畔拉罗什区。该市镇于2016年由原市镇维河畔贝尔维尔和萨利尼合并而成，行政中心位于维河畔贝尔维尔。

## 地名
“贝尔维尼”（Bellevigny）一名由原市镇维河畔贝尔维尔（Belleville-sur-Vie）和萨利尼（Saligny）的名称中各取一部分合并而成。

## 地理
贝尔维尼（46°47'0"N, 1°25'51"W）面积38.52 平方千米，位于法国卢瓦尔河地区大区旺代省，该省份为法国西部沿海省份，北起大西洋卢瓦尔省和曼恩-卢瓦尔省，西临大西洋，南至滨海夏朗德省，东部及东南部与德塞夫勒省接壤。
与贝尔维尼接壤的市镇（或旧市镇、城区）包括：圣但尼拉舍瓦斯、永河畔栋皮埃尔、维河畔勒普瓦雷、博富、布洛涅河畔莱吕克。
贝尔维尼的时区为UTC+01:00、UTC+02:00（夏令时）。

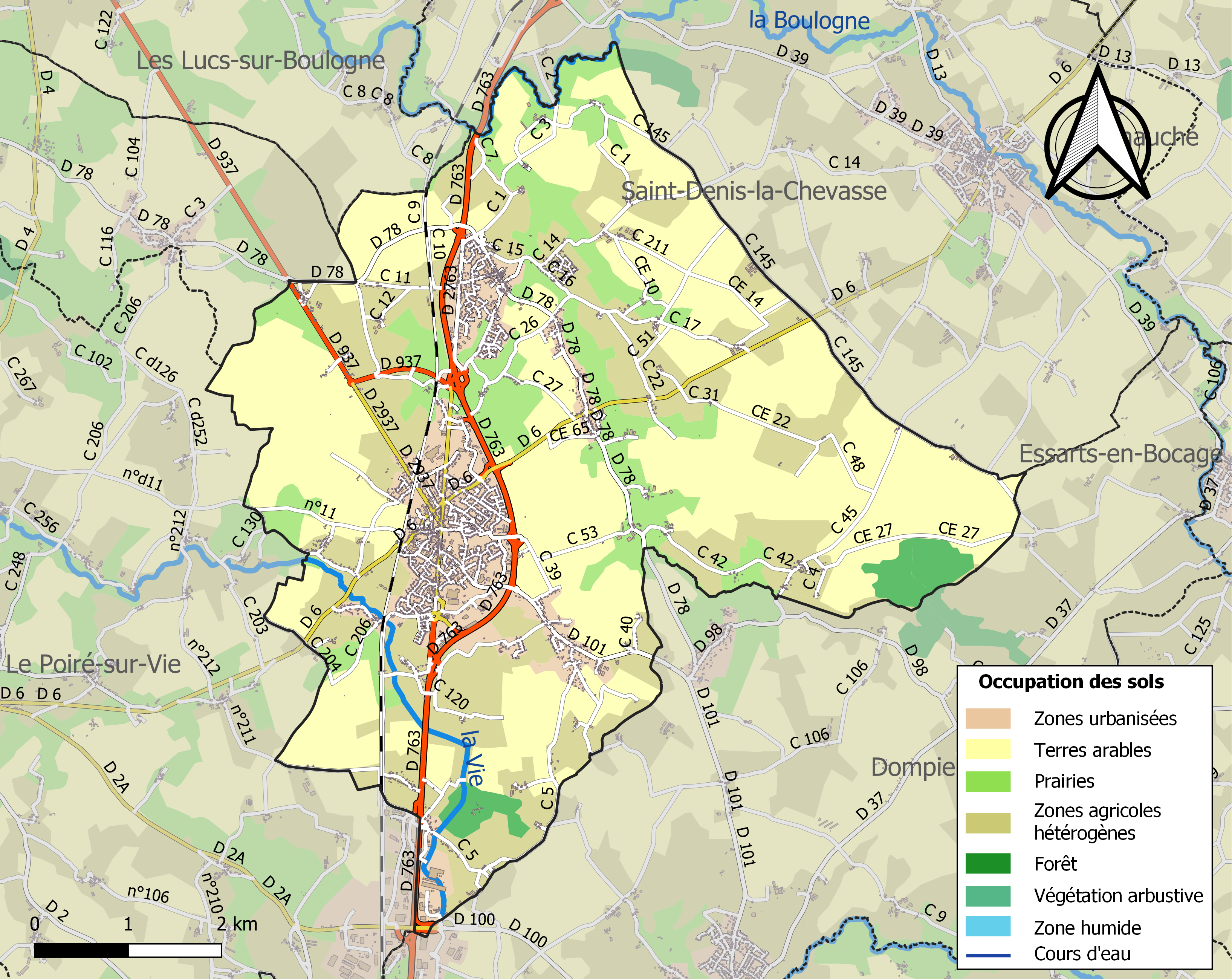
贝尔维尼的OSM定位图

## 行政
贝尔维尼的邮政编码为85170，INSEE市镇编码为85019。

## 政治
贝尔维尼所属的省级选区为艾泽奈县。

## 人口
贝尔维尼于2022年1月1日时的人口数量为6239人。